# Інгеборга Еріксдоттір Шведська
Інгеборга Еріксдоттір (прибл. 1212 — 17 червня 1254) — шведська принцеса та герцогиня, дочка шведського короля Еріка X, старша сестра короля Швеції Еріка XI, дружина Біргера Ярла та мати королів Швеції Вальдемара та Магнуса III .

## Біографія
Інгеборга народилася як старша дочка шведського короля Еріка X і його дружини Рікіси Данської. В юності жила у вигнанні в Данії після того, як її брат був скинутий опікуном і регентом у 1229 році.
Заручини Інгеборги відбулися приблизно в 1234 році, у зв'язку з тим, що її брат Ерік XI повернув шведський престол у узурпатора Канута II Шведського, щоб вона та Ерік могли мати союзником могутню династію Б'єльбу.
Принцеса Інгеборга народила від свого чоловіка герцога Біргера Ярла величезну кількість дітей. У 1250 році її брат помер, не залишивши спадкоємців, і її старший син Вальдемар був обраний наступником Еріка на троні. Вальдемара обрали, тому що він був її сином, а її чоловік був призначений регентом під час його неповноліття. Таким чином, Інгеборга стала матір'ю короля і першою леді королівського двору.
Зафіксовано, що Інгеборга успадкувала приватну власність свого брата Еріка після його смерті як його єдиного живого брата. Навіть у сорок років вона продовжувала народжувати, і вважається, що її смерть сталася через ускладнення пологів, імовірно, народження близнюків.

### Діти
До повноліття дожили такі діти:
- Рікіса, яка народилася 1238 року, одружилася вперше у 1251 році Гоконом Гоконсоном Молодшим, співкоролем Норвегії, а вдруге — з Генріхом I, принцом Верле.
- Вальдемар, народився близько 1238 р., король Швеції 1250—1275 рр., володар частин Гетеландії до 1278 р.
- Крістіна, ймовірно, одруöеяа кілька разів, одним з її чоловіків був лорд Зігге гуттормссон
- Магнус, 1240 р.н., герцог Седерманландський, потім король Швеції 1275-90
- ймовірно: Катерина, 1245 р.н., дружина Зігфріда, графа Ангальта
- Ерік, 1250 р.н., герцог Швеції та Малих земель
- ймовірно: Інгеборга, народилася близько 1254 р., померла 30 червня 1302 р., стала дружиною Іоганна I Саксонського, герцога Лауенбургського в 1270 р.
- Бенгт, 1254 р.н., герцог Фінляндський і єпископ Лінчепінга